# Doesbergiana borneoensis
Doesbergiana borneoensis – gatunek pluskwiaków z podrzędu różnoskrzydłych i rodziny Dinidoridae. Jedyny z monotypowego rodzaju Doesbergiana.

## Taksonomia
Gatunek i rodzaj opisane zostały po raz pierwszy w 1987 roku przez P.S.S. Durai na podstawie pojedynczej samicy odłowionej na Borneo w 1894 roku i zdeponowanej w Muzeum Historii Naturalnej w Lejdzie. Według wyników analizy kladystycznej Anny Kocorek i Jerzego A. Lisa rodzaj ten zajmuje pozycję siostrzaną względem rodzaju Megymenum. Oba te rodzaje tworzą plemię Megymenini w obrębie podrodziny Megymeninae, charakteryzujące się pięcioma synapomorfiami. W przeciwieństwie do Megymenum, cechy diagnostyczne Doesbergiana mają jednak charakter homoplazji.

## Morfologia
Pluskwiak o ciele długości 21 mm i szerokości 12 mm, prawie jajowatym w zarysie, z wierzchu słabiej, a od spodu silniej wypukłym. Ubarwienie ma czarne, na przedpleczu z metalicznym połyskiem; zakrywki są jasnobrązowe.
Dłuższa niż szeroka głowa cechuje się płytkami żuwaczkowymi przedłużonymi przed przedustek w formie dwóch łukowatych rogów, czym przypomina należącą do Dinidorinae Urusa. Boczne brzegi głowy są sinusoidalne. Oczy złożone są szypułkowate. Odległość między przyoczkami jest prawie równa odległości między przyoczkiem a brzegiem oka złożonego. Sięgająca w spoczynku do bioder tylnej pary kłujka zbudowana jest z czterech członów, z których pierwszy sięga aż do środka przedpiersia, a drugi jest najdłuższy. Bukule są wyniesione i płatowate.
Poprzeczne przedplecze ma na przednim brzegu węższą od głowy obrączkę apikalną, a kąty przednio-boczne wyciągnięte w formę pary spiczastych wyrostków. Niemal tak długa jak szeroka tarczka ma jamkowate wciski w kątach przednich, lekko faliste brzegi boczne i wąsko zaokrąglony wierzchołek. Półpokrywy mają nieco dłuższe od tarczki przykrywki i nie dochodzące do końca odwłoka zakrywki. Głęboki rowek biegnie środkiem śródpiersia i zapiersia. Gruczoły zapachowe zatułowia mają duże kanaliki wyprowadzające i okrągłe ujścia.
Odwłok ma odsłonięte listewki brzeżne z trójkątnymi guzkami w tylno-bocznych kątach segmentów. Genitalia samicy mają krótką rurkowatą część przewodu spermateki.

## Rozprzestrzenienie
Gatunek orientalny, endemiczny dla Borneo.